# Neocastnia
Neocastnia é um gênero de traça pertencente à família Brachodidae.